# Iveco Czech Republic

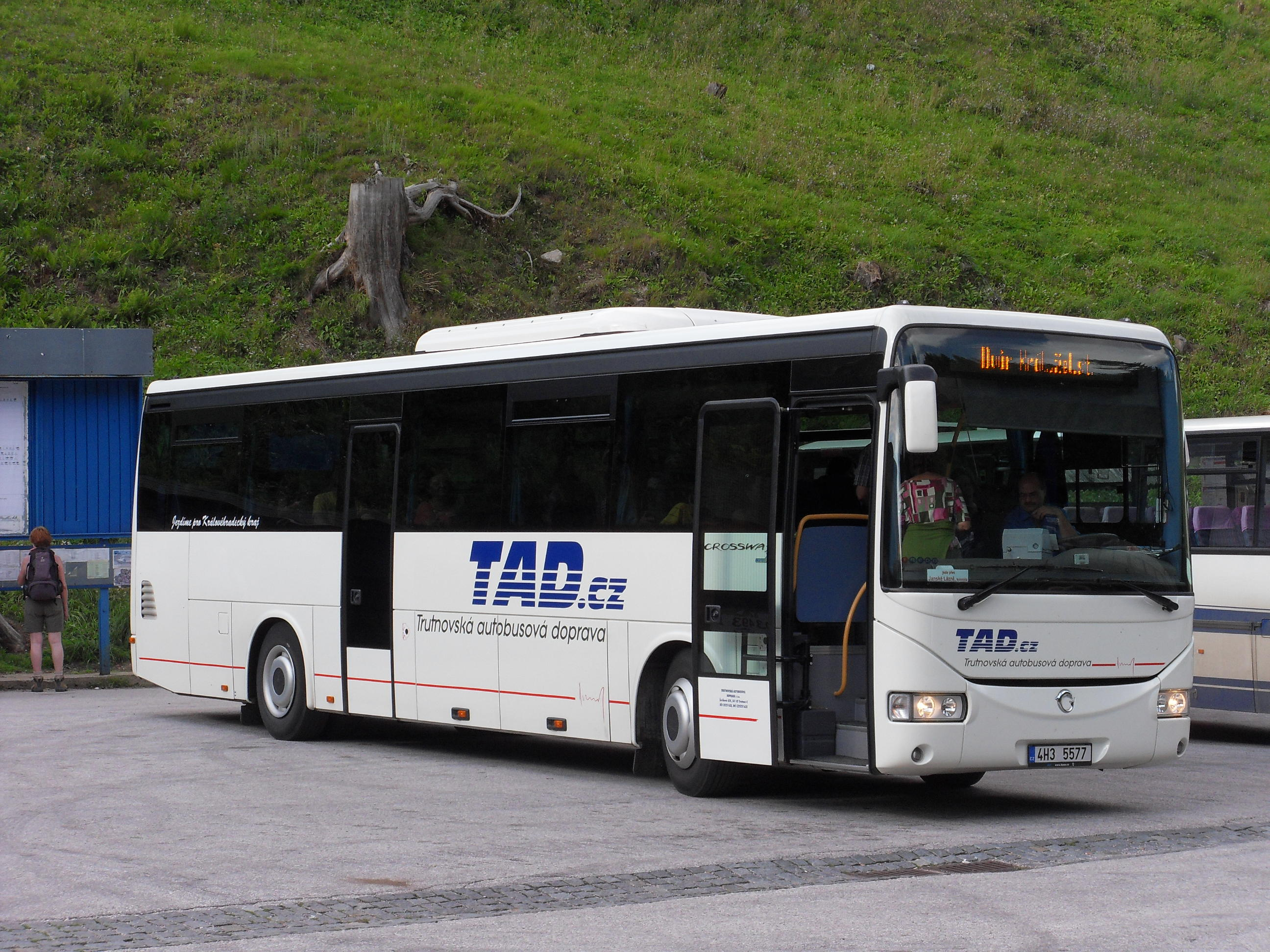
Meziměstský autobus Irisbus Crossway v Peci pod Sněžkou

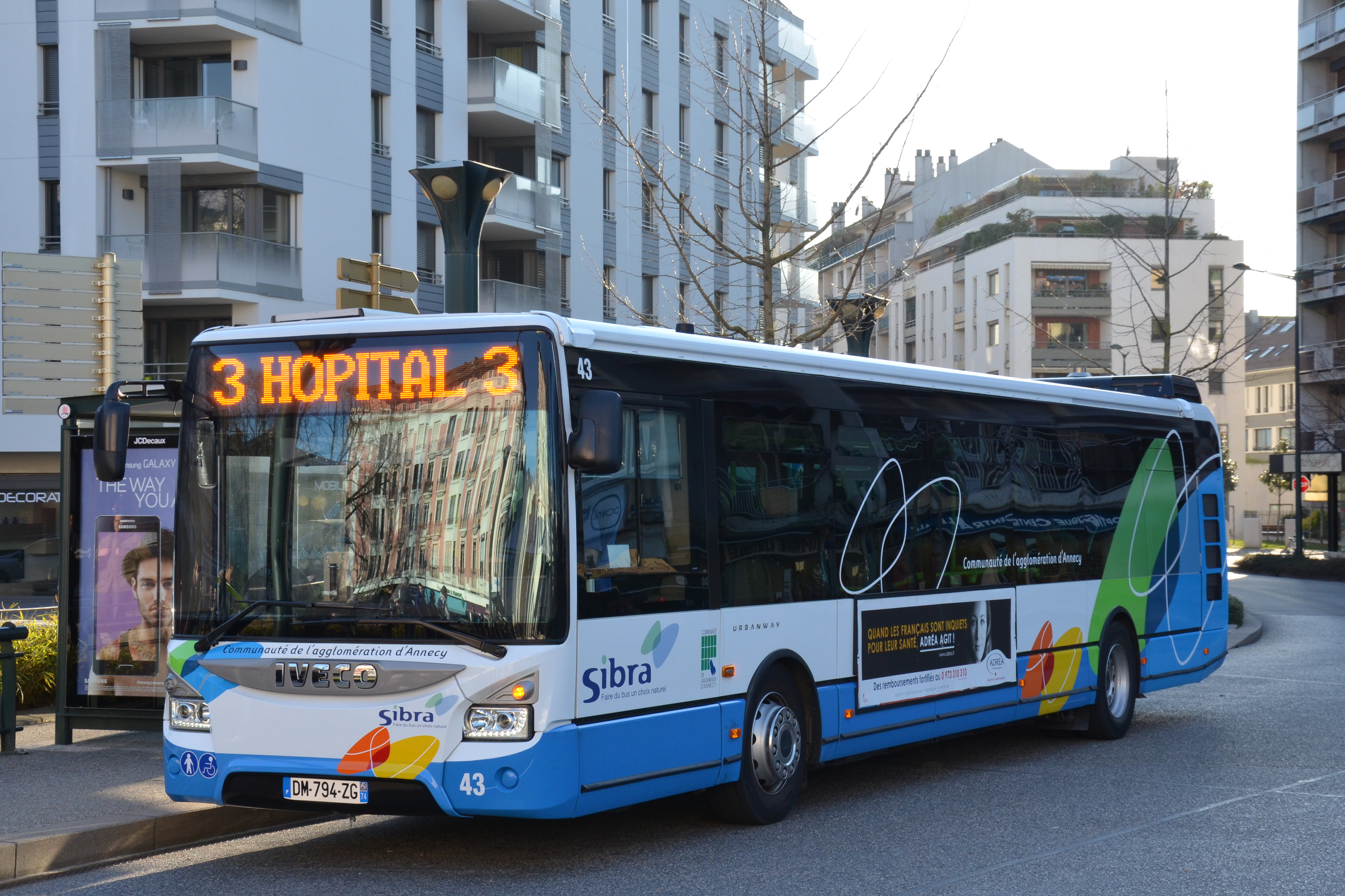
Městský autobus Iveco Urbanway 12M

Iveco Czech Republic, a. s. je česká firma vyrábějící autobusy ve Vysokém Mýtě. Vznikla 1. července 1993 privatizací státního podniku Karosa, jehož název již jako akciová společnost nesla až do konce roku 2006. Roku 1999 se Karosa stala součástí celoevropského holdingu Irisbus. Ten založily firmy Renault (vlastnící Karosu v 90. letech) a Iveco, jenž celý Irisbus v roce 2003 převzalo a jeho značku nadále využívalo. Název podniku Iveco Czech Republic je používán od 1. ledna 2007. Od roku 2013 využívá koncern Iveco pro své autobusy jednotnou obchodní značku Iveco Bus, která nahradila předchozí Irisbus.
Iveco Czech Republic v roce 2009 vyrobilo 2526 autobusů, což bylo o 494 méně než v roce 2008. Ovšem v roce 2013 bylo ve Vysokém Mýtě vyrobeno rekordních 3165 autobusů, které byly z 90 % určeny na vývoz. Především díky někdejší Karose se v České republice od roku 2014 vyrábí v přepočtu na milion obyvatel nejvíce autobusů na světě. Je to největší evropská továrna na výrobu autobusů.

## Modely
Karosa od poloviny 90. let vyráběla modelovou řadu 900, která vznikla modernizací řady 700 vyvíjené v 70. letech 20. století. Poslední autobusy řady 900 byly vyrobeny začátkem roku 2007. Od roku 2005 byla naopak vyvíjena nová řada autobusů, tehdy byl představen dálkový model Irisbus Arway, o rok později školní verze Irisbus Récréo a příměstský a meziměstský autobus Irisbus Crossway, k nimž roku 2007 přibyla i částečně nízkopodlažní verze Irisbus Crossway LE. V letech 2010–2013 byly ve Vysokém Mýtě vyráběny i nízkopodlažní vozy Citelis 10.5M a Citelis 12M, jejichž produkce sem byla převedena z italského závodu ve Valle Ufita.
Firma Iveco Czech Republic vyráběla v roce 2014 ve Vysokém Mýtě městské autobusy Urbanway a meziměstské modely Crossway a Crossway LE.